# Diplazium panigrahianum
Diplazium panigrahianum là một loài dương xỉ trong họ Athyriaceae. Loài này được Sarn.Singh mô tả khoa học đầu tiên năm 2005.
Danh pháp khoa học của loài này chưa được làm sáng tỏ. 